# Aalgeer

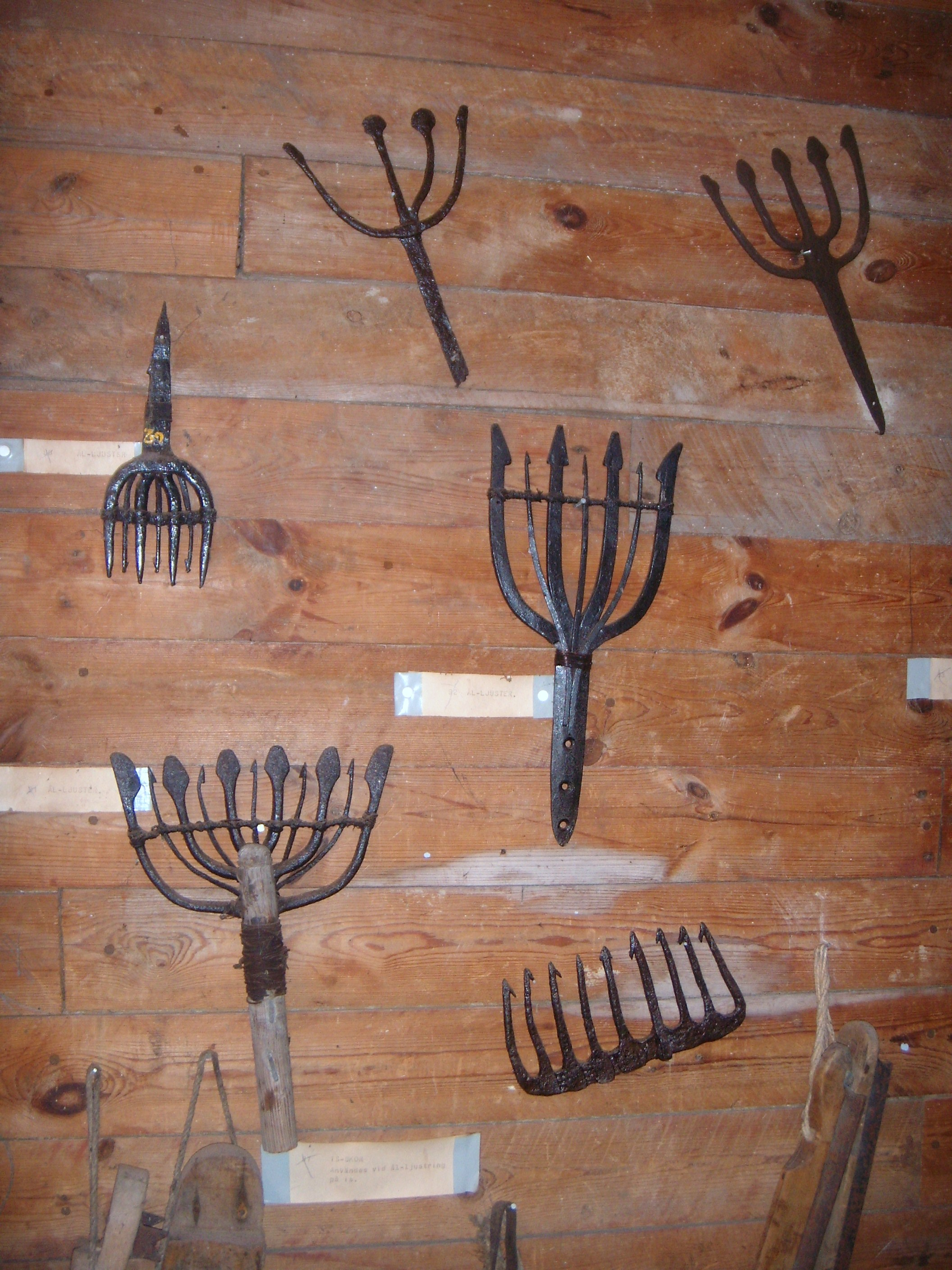
Aalgeren

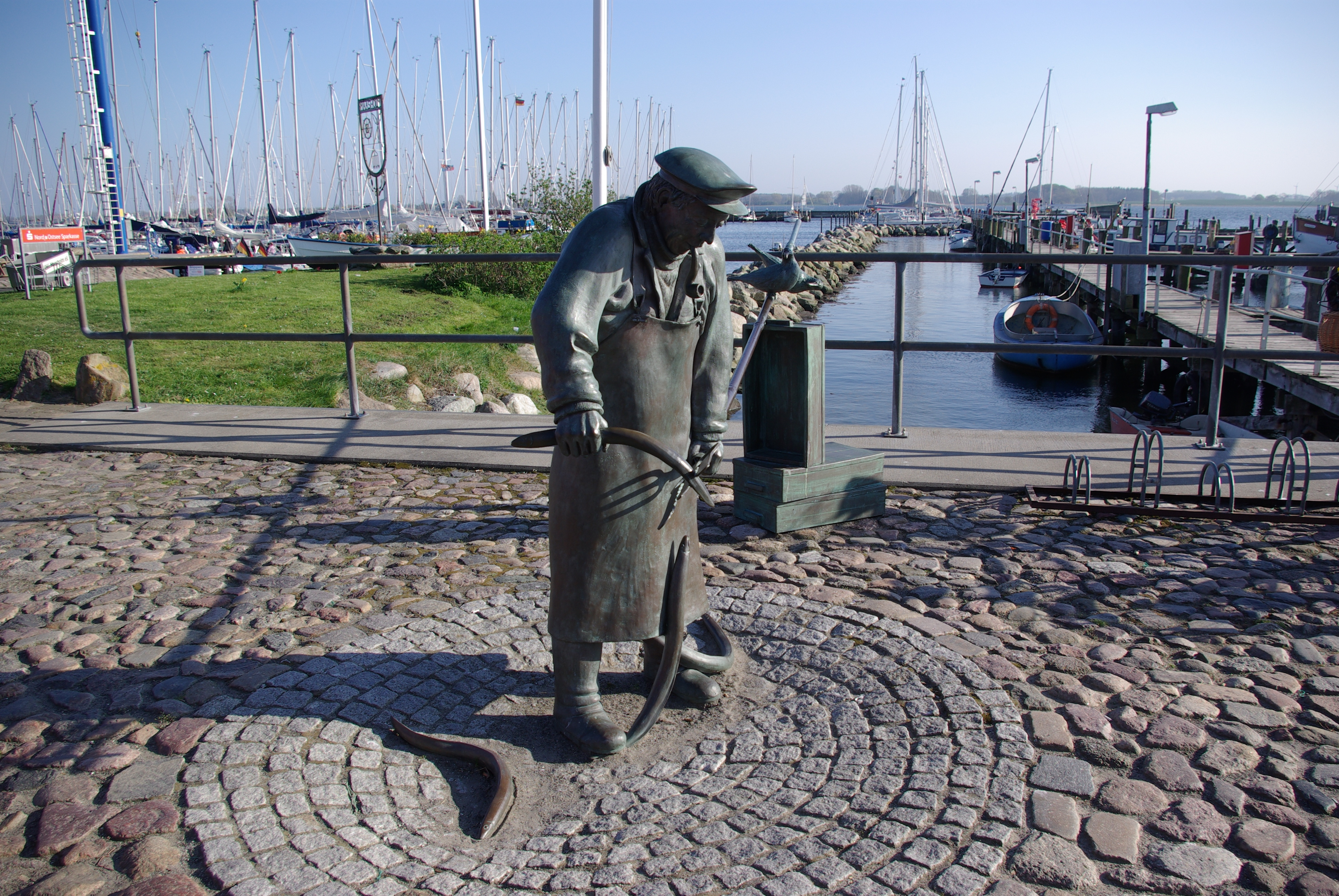
Der Aalstecher (de aalsteker) in Maasholm, een beeld van Bernd Maro

Een aalgeer (of elger, aal-/palingsteker, aal-/palingijzer, aal-/palingvork) is een viswerktuig waarmee men paling kan vangen, het palingsteken. Het bestaat uit een drietand, of soms wel vijf tot zes tanden, waarvan de binnenzijden plat zijn en er slechts een dun reepje ruimte overblijft; de uiteinden lopen bij de buitenste twee tanden krom naar buiten toe. Aan de bovenkant zit een grote open ruimte. Dit werktuig haalt men door het water waarbij de paling blijft steken tussen de tanden.